# Le Père, le Fils et le Saint d'esprit
Le Père, le Fils et le Saint d'esprit (France) ou Le Père, le Fils et l'Artiste invité (Québec) (The Father, The Son & The Holy Guest Star) est le 20e et dernier épisode de la saison 16 de la série télévisée d'animation Les Simpson.

## Synopsis
Mme Krapabelle annonce aux enfants que l'école va organiser un festival médiéval. Pour cela, elle est chargée de distribuer les rôles ; elle donne celui du tonnelier à Bart. Lisa, quant à elle jouera la reine. Le festival se déroule bien jusqu'à ce que des rats envahissent la salle. Pensant que cette mauvaise blague est de Bart alors qu'il s'agit de Willie le jardinier, Skinner décide de l'exclure définitivement de l'école. Marge pense alors qu'il serait intéressant d'envoyer Bart dans une école catholique. Ses premières heures sont difficiles car il doit se plier à une discipline à laquelle il n'est pas habitué. Durant une punition, il fait la connaissance du père Sean qui lui ouvre les yeux de la sagesse et de la religion catholique. Homer, refuse que son fils change de religion. En allant le chercher à l'école, il tombe sur le père Sean, qui le convainc lui aussi de se convertir au catholicisme. Mais Marge décide de lui faire changer d'avis et de redevenir protestant. Bart décide alors de devenir catholique et protestant.

## Diffusion
L'épisode devait initialement être diffusé le 10 avril 2005 mais sa diffusion est reportée au 15 mai à cause de la mort du pape Jean-Paul II, l'épisode portant sur le catholicisme.